# Ракузовка
Раку́зовка (бел. Ракузаўка) — деревня в составе Буйничского сельсовета Могилёвского района Могилёвской области Республики Беларусь. Расположена в 5 километрах на запад от Могилёва и в 2 километрах от платформы Тишовка железной дороги Могилёв — Осиповичи.

## История

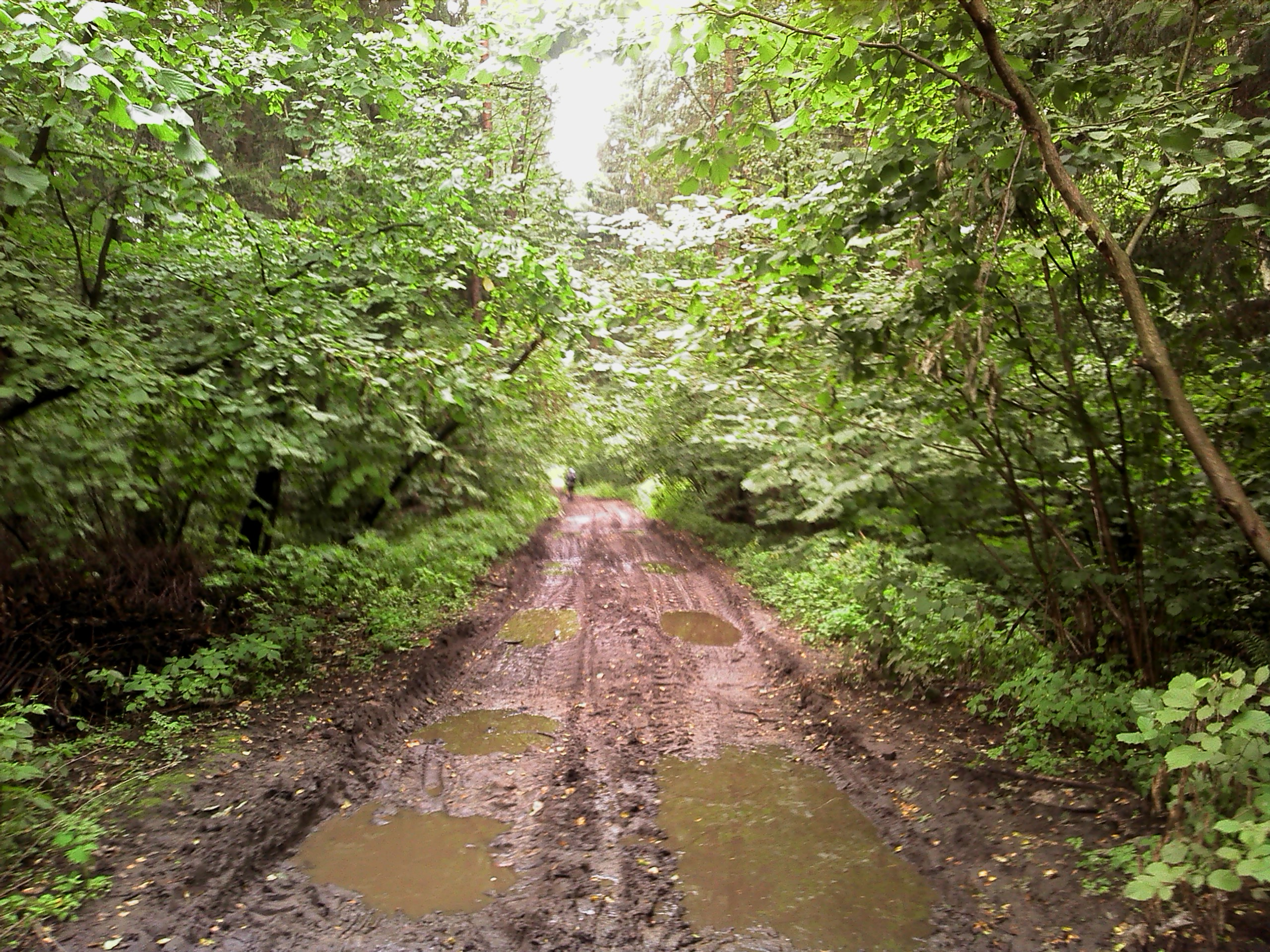
Лесная дорога у деревни Ракузовка

Известна с конца XIX века. По переписи 1897 года хутор в Могилёвском уезде Могилёвской губернии (6 дворов и 44 жителя). В 1909 году деревня с 18 дворами и 63 жителями. В 1919 году была открыта школа, которая находилась в съёмном помещении, в 1926 году в ней обучалось 28, а в 1936 году 65 учеников, действовала библиотека. В 1930 году в Ракузовке организован колхоз имени К. Е. Ворошилова, который в 1933 году объединял 16 хозяйств. Во время Великой Отечественной войны с июля 1941 года по 27 июня 1944 года была оккупирована немецкими войсками. В 1990 году деревня насчитывала 66 хозяйств и 182 жителя, относилась к колхозу «Маяк коммунизма» (центр — деревня Тишовка). В деревне размещались: производственная бригада, ферма крупного рогатого скота и свиноводческая, также магазин и клуб.